# Plantation (Maine)
Als Plantation bezeichnet man im US-Bundesstaat Maine ein Territorium, das zwischen Township (bzw. Unorganized Territory, also einem gemeindefreien Gebiet) und Town liegt. Die Bezeichnung wird in diesem Sinn nur in Maine verwendet.
Eine Plantation ist im Wesentlichen ein vormals gemeindefreies Township, dem die Regierung eine beschränkte Selbstverwaltung zuerkannt hat, die ähnlich der einer Town ist, jedoch im Vergleich dazu vereinfacht. Plantations findet man vorrangig in den dünn besiedelten Gegenden des Bundesstaats.
Kein anderer Neuenglandstaat hat heute eine zu den Plantations von Maine gleichrangige Verwaltungsform. Zu Kolonialzeiten wurde die Bezeichnung auch in Massachusetts verwendet, und zwar für eine Siedlung, die noch keine Stadt war. Da Maine einst ein Teil von Massachusetts war, scheint die Bezeichnung von diesem Siedlungstyp abzustammen. Seit dem 18. Jahrhundert ist die Bezeichnung in Massachusetts weitgehend verschwunden. Auch in Rhode Island wurde zur Kolonialzeit die Bezeichnung Plantation verwendet, wie es bis November 2020 im offiziellen Staatsnamen Rhode Island and Providence Plantations zu erkennen war.